# Estación Concepción del Uruguay
Concepción del Uruguay es la estación de ferrocarril de la ciudad homónima, provincia de Entre Ríos, República Argentina. Desde esta estación parte el ramal hacia el Puerto de Concepción del Uruguay, del que a 1,6 km de la estación empalma con el ramal a la Estación Concordia Central.

## Historia
El 30 de junio de 1887 se habilitó la conexión ferroviaria a través de la línea que luego se integraría en el Ferrocarril General Urquiza con las ciudades de Paraná, Nogoyá y Rosario del Tala.
En tiempos de Ferrocarriles Argentinos había tres servicios semanales que unían la cabecera porteña Federico Lacroze con Concepción del Uruguay, además de trenes a Concordia, esos servicios fueron suspendidos durante los gobiernos peronistas de Carlos Menem a nivel nacional y de Mario Moine a nivel provincial.
Durante el gobierno justicialista de Carlos Menem, los ramales de Entre Ríos fueron abandonados. En 2002 el gobernador Sergio Montiel reacondiciona y pone en marcha los primeros ramales de la provincia. A partir de marzo de 2010, el tren volvió a unir Concepción del Uruguay y Paraná pasando por 24 localidades entrerrianas. El servicio cuenta con dos frecuencias semanales.
El 19 de diciembre de 2009 se realizó un viaje de prueba en la Estación del Ferrocarril de la ciudad, con la presencia del Intendente de la ciudad Marcelo Bisogni y el gobernador de la provincia Sergio Urribarri. Fue la primera vez en 18 años que vuelve a pasar el tren en Concepción del Uruguay.
El servicio Paraná-Concepción del Uruguay fue puesto en marcha el 28 de junio de 2010 con un coche motor Materfer que corría los días viernes de Paraná a Concepción del Uruguay y efectuaba el regreso los días domingos. El servicio pasaba por 24 localidades entrerrianas operado por la Unidad Ejecutora Ferroviaria de Entre Ríos.
El 18 de septiembre de 2013, por encargo del Estado Nacional, el ministro del Interior y Transporte, Florencio Randazzo y el gobernador de la provincia de Entre Ríos, Sergio Urribarri, la Operadora Ferroviaria Sociedad del Estado pasó a encargarse del costo operativo del ramal, siendo esta la actual responsable del servicio de pasajeros, y la Administración de Infraestructura Ferroviaria la encargada del mantenimiento e infraestructura del ramal.
En 2016 por decisión del nuevo Ministro de transporte, Guillermo Dietrich  todos los ramales de Entre Ríos fueron paralizados cancelándose los servicios locales de Paraná, la capital provincial, que fueron suspendidos en enero de 2016, el tren Paraná – Concepción del Uruguay, suspendido en febrero de ese año, y el servicio Basavilbaso – Villaguay, que dejó de circular en abril de 2016.

## Imágenes

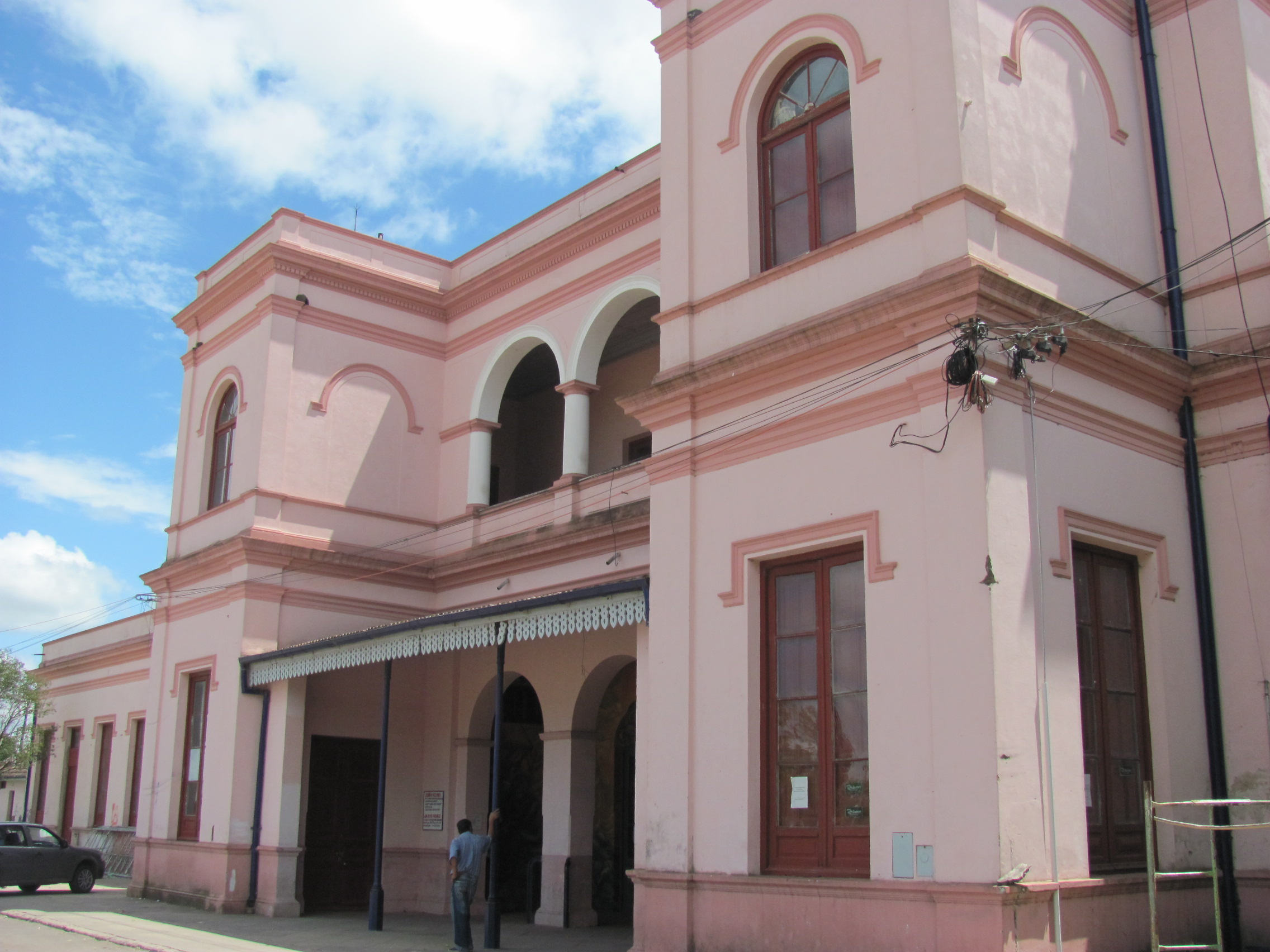
Frente de la estación
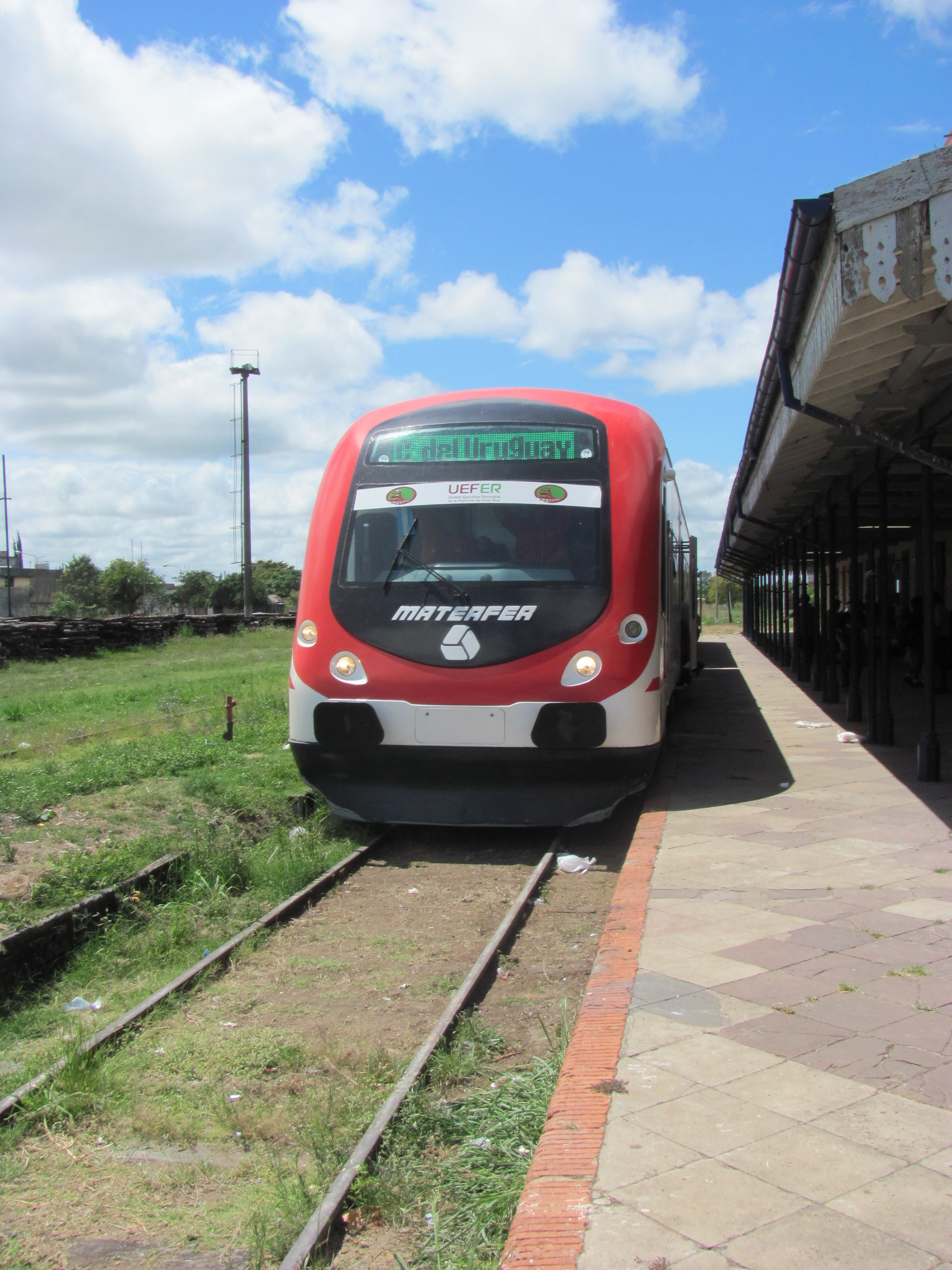
Formación Materfer en la estación